# スカイシャトル
スカイシャトル（Sky Shuttle）は、東京都稲城市と神奈川県川崎市多摩区において株式会社よみうりランドが運営する索道である。

## 概要
京王よみうりランド駅からよみうりランドにアクセスする交通手段であり、それまでの動く歩道「スカイロード」の後継として1999年に開業。途中で読売ジャイアンツの室内練習場付近を通過したり、ジェットコースター「バンデット」を間近で見ることができるポイントが存在する。春は桜を、冬はイルミネーションや夜景を見られるのも特徴となっている。2022年現在、日本で唯一都道府県境を跨ぎ、また東京都唯一の普通索道（ゴンドラリフト）である。メーカーの樫山工業は、都市交通手段の一つである都市索道として紹介している。
運賃は片道300円・往復500円。園内施設ではないため入園料は不要だが、ワンデーパス・アフターパスは利用できない。乗車に年齢制限はないが、12歳未満の子供だけでは乗車できない。障害者割引があり、本人と付き添い1名までは100円となる。車椅子は搬器扉48 cmに入るように折り畳んだ状態でなら乗車可能。営業時間はよみうりランドの開園30分前から閉園15分後までとなっている。
搬器はライトナー製。YOKOHAMA AIR CABINとは異なり冷房はついてないため、窓の開閉により換気を行う。また2019年までは夏季の乗客に対して搭乗時にうちわや携帯扇風機を貸与していたが、2020年からは搬器そのものに散水を行って最大4度程度の冷却を行っている。

## 路線データ

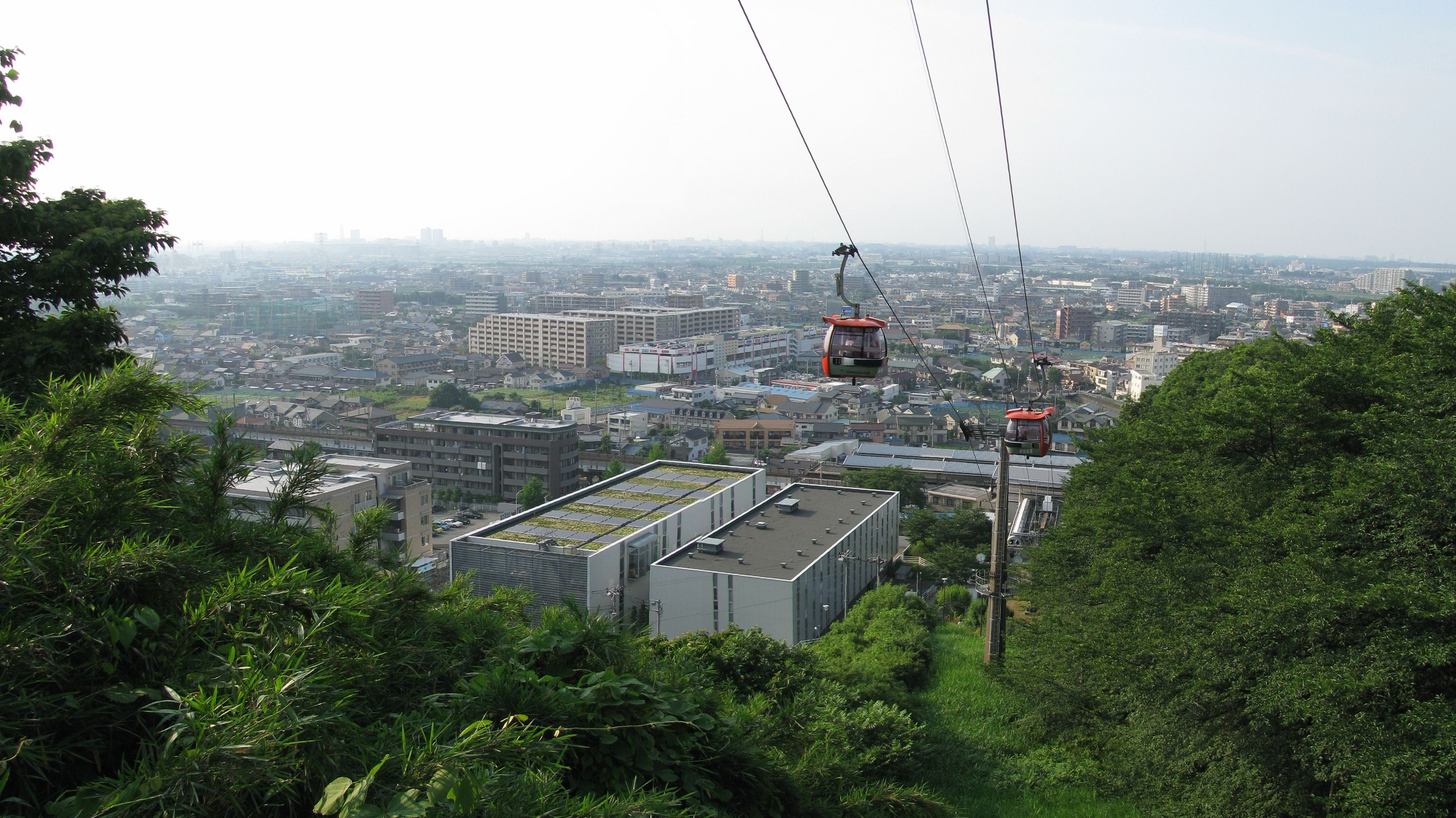
スカイシャトル

- 走行方式：単線自動循環式（MGD, Monocable Gondola Detachable）
- 定員：8人（1搬器あたり）[2]
- 乗車時間：約5 - 10分 [2]
- 高低差：65 m [2]
- 最大勾配：26°43' [2]

## 歴史
- 1998年（平成10年）2月4日 - 索道事業許可[1]。
- 1999年（平成11年）3月21日 - 開業[1][2]。